# Edelsitz Ungenach

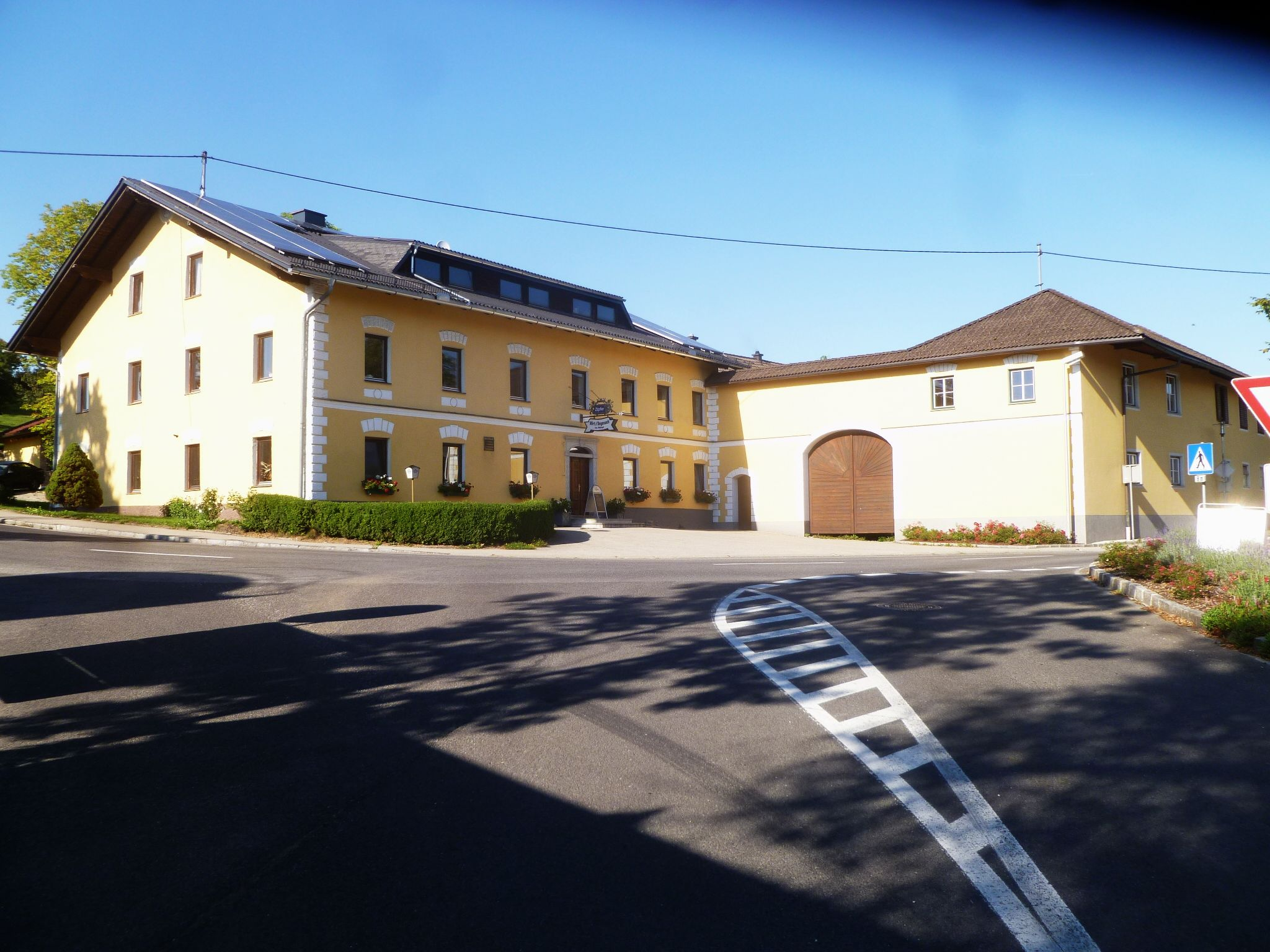
Früherer Edelsitz Ungenach, heute „Wirt z‘ Ungenach“

Der Edelsitz Ungenach liegt in der gleichnamigen Ortschaft im Bezirk Vöcklabruck von Oberösterreich (Haus Ungenach 13).  
Um 1160 werden hier die Salzburger Ministerialen Arbo et wernhardus de Uncna genannt. Vom 14. März 1344 stammt in einer Urkunde der Schaunberger Grafen eine Nachricht über Fridrich von Vnchenach. 1837 ist Ungenach noch ein in der Landtafel eingetragener Edelsitz. Der  mit Kammer vereinigte Allodialbesitz stand im Eigentum des Grafen Hugo von Khevenhüller.
Heute ist aus dem Edelsitz ein Gasthaus geworden („Wirt z‘ Ungenach“), das im Eigentum der Familie Möslinger steht. 